# Jennifer Khwela
Jennifer Mbali Khwela, née le 4 février 1992, est une gymnaste artistique sud-africaine.

## Carrière
Jennifer Khwela remporte quatre médailles d'argent (au concours général par équipes, au concours général individuel, au saut de cheval et aux barres asymétriques) ainsi qu'une médaille de bronze au sol aux Championnats d'Afrique de gymnastique artistique 2009 au Caire.
Elle obtient aux Championnats d'Afrique de gymnastique artistique 2010 à Walvis Bay la médaille d'or au sol ainsi que la médaille de bronze au concours général individuel.
Aux Jeux du Commonwealth de 2010, elle est médaillée d'argent du saut de cheval, devenant ainsi la première gymnaste noire valide à remporter une médaille à ces Jeux, ainsi que la première gymnaste sud-africaine de l'histoire à obtenir une médaille d'argent dans cette compétition.